# Adam Przywuski
Adam Przywuski (ur. 14 lipca 1960 w Białej Podlaskiej) – polski duchowny katolicki, Kustosz Sanktuarium Matki Bożej Latyczowskiej Królowej Podola i Wołynia w Latyczowie. 

## Życiorys
Od dzieciństwa związany z parafią św. Anny w Białej Podlaskiej. Ukończył studium pedagogiczne w Lublinie, następnie uczył się w seminarium duchownym. Święcenia kapłańskie przyjął w 1988 r. Początkowo pełnił posługę w diecezji siedleckiej w parafiach: w Parczewie, w Siedlcach (jako prefekt Zespołu Szkół Zawodowych nr 1, parafia św. Stanisława) i św. Piusa V w Dęblinie. W 2001 wyjechał na Ukrainę, gdzie z polecenia ówczesnego biskupa kamienieckiego Jana Olszańskiego rozpoczął pracę w Wyższym Seminarium Duchownym Ducha Świętego Diecezji Kamienieckiej w Gródku. Prowadził zajęcia z homiletyki, retoryki i teologii życia wewnętrznego. W 2003 został proboszczem Wniebowzięcia Najświętszej Maryi Panny w Latyczowie. Równocześnie powierzono mu funkcje: Kustosza Sanktuarium Matki Bożej Latyczowskiej Królowej Podola i Wołynia i Animatora Domu Rekolekcyjnego w Latyczowie. Doprowadził do powołania w Latyczowie domu rekolekcyjnego i domu pielgrzyma. Z jego inicjatywy seminarium stało się miejscem popularyzacji polskiej tradycji i kultury. 
Opiekuje się okolicznymi cmentarzami, na których doprowadził do odnowienia mogił pochowanych w Latyczowie żołnierzy poległych w wojnie polsko-bolszewickiej, a także grobu Polikseny Paderewskiej, matki Ignacego Jana Paderewskiego. Do tych przedsięwzięć włącza polską młodzież, m.in. uczniów ze szkół w Jaworzynie Śląskiej i Legnicy. 

## Odznaczenia i nagrody
- Nagroda Semper Fidelis (2021)[3]